# 7-я Лужицкая пехотная дивизия (Польша)
7-я Лужицкая пехотная дивизия (пол. 7 Łużycka Dywizja Piechoty, 7 DP) — пехотная дивизия Войска Польского, участвовавшая во Второй мировой войне.

## Формирование дивизии
Сформирована в сентябре-октябре 1944 года в районе Красныстава. С октября по декабрь 1945 года базировалась в районе Радзынь-Подляский, состояла во 2-й польской армии. Структура дивизии была следующей:
- Штаб командования
- 19-й пехотный полк (позднее 31-й и 37-й)
- 20-й пехотный полк (позднее 33-й Нысский)
- 21-й пехотный полк (позднее 35-й)
- 38-й полк лёгкой артиллерии

Из этой дивизии за время формирования дезертировало наибольшее число военнослужащих Армии Людовой. В ночь  с 12 на 13 октября в годовщину битвы под Ленино из 31-го полка сбежало 2 старших офицера, а также 665 солдат и младших офицеров, что составляло около 26% личного состава полка. Это повлекло разговоры о возможном расформировании дивизии.
Одной из основных причин дезертирства считают слухи, согласно которым часть солдат дивизии угрожали отправить в СССР на советско-китайскую границу для боевых действий против Японии, однако самой главной считается постоянное выявление шпионов из Армии Крайовой, верной польскому правительству в изгнании. После этого скандала 31-й полк был расформирован, а его место занял 37-й полк (восстановление полка произошло только 13 апреля 1963).

## Боевые действия
16 апреля 1945 года дивизией была форсирована река Ныса-Лужицка к северу от Ротенбурга. 7-я дивизия отличилась при прорыве первой линии немецкой обороны. 33-й полк вёл затяжные бои при Лоденау и Нойзорге. В конце дня дивизией был отвоёван некий выступ шириной в три километра и глубиной в 1 км. 17 апреля ситуация не изменилась, а 18 апреля были добыты несколько побед. С 19 по 20 апреля дивизия сражалась при Ритшене и Даубице. В дальнейшем она вышла на рубеж Щелин—Боксберг—Хиршвальде—Шпройц. 24 апреля отражала немецкое контрнаступление.

## Штандарт
21 января 1945 генерал Кароль Сверчевский вручил дивизии штандарт. Размеры штандарта составляли 95 x 116 см. С одной стороны штандарт отделан золотой бахромой, с четырёх сторон обшит золотой тесьмой. Крепился к древку при помощи десяти металлических колец. На вершине древка, сделанного из светлого дерева, крепилась фигурка белого польского орла при помощи бело-красной и красной (в честь Ордена Красного Знамени) лент.
На главной стороне красного цвета серо-белыми нитками вышит орёл с золотыми когтями и клювом. Под ним изображены лавровые и дубовые ветви, а коричневыми и жёлтыми нитками вышиты слова «Честь и Родина». На оборотной стороне жёлтым и коричневым вышиты дата 11. XI. 1944, а также лавровые ветви и подпись «7-я пехотная дивизия — подарок Радзыньского повята» (пол. 7 D.P. dar Powiatu Radzynskiego).

## После войны
Указом от 10 июня 1945 дивизия была направлена на охрану западной границы на участке Мужакув – Копачув. Штаб располагался в Любани, 33-й полк в Мирске, 35-й полк в Згорзельце, 37-й полк в Богатыне, 38-й полк в Ендржиховицах. 4 июля 1945 указом Верховного Совета СССР была награждена Орденом Красного Знамени. В 1947 году вошла в состав оперативной группы «Висла».
В 1949 году её структура была следующей:
- Командование (Бытом)
- 33-й Нысский пехотный полк (Ныса)
- 35-й пехотный полк (Тарновске-Гуры)
- 37-й пехотный полк (Хожув)
- 38-й Лужицкий полк лёгкой артиллерии (Козьле)
- 10-й дивизион противотанковой артиллерии (Тарновске-Гуры)
- 18-й батальон сапёров (Бытом)
- 27-я рота разведки (Бытом)

В 1951 году дивизию переквалифицировали в пехотную дивизию типа B «малая кавалерийская». Указом номер 0026 4 сентября 1956 7-я Лужицкая пехотная дивизия была расформирована, а на её месте появилась 2-я Варшавская механизированная дивизия, штаб которой располагался в Нысе.

## Командиры дивизии
- Полковник Степан Петровский (25 августа – 13 сентября 1944)[2]
- Полковник Иосиф Мельдер (13 сентября – 15 октября 1944)[2]
- Полковник Николай Прус-Венцковский (15 октября 1944 – 1 июня 1945)[2]
- Полковник Павел Ярошенко (1 июня 1945 – 1 апреля 1946)
- Бригадный генерал Владимир Керп (1 апреля – 15 июля 1946)
- Полковник Стефан Шлашевский (15 июля 1946 – 1 февраля 1947)
- Полковник Ян Кобыляньский (1 февраля 1947 – 30 июня 1948)
- Бригадный генерал Марьян Турковский (14 июля 1947 – 10 сентября 1948)
- Подполковник Пётр Грабовский (1948 – 1950)
- Подполковник Ян Шамотульский (1955)
- Полковник Збигнев Оханович (1956)